# Paula Pell
Paula Pell (Joliet, 15 aprile 1963) è un'attrice, sceneggiatrice, produttrice televisiva e cinematografica statunitense. Nota principalmente per il suo lavoro di autrice della serie televisiva Saturday Night Live, per cui è stata riconosciuta con un Primetime Emmy Awards e sette Writers Guild of America Award. Nel 2019 Pell è stata premiata con l'Herb Sargent Award for Comedy Excellence.
Pell ha anche prodotto e scritturato numerose serie televisive, spesso recitandovi con ruoli secondari, tra cui 30 Rock, A.P. Bio e Mapleworth Murders. Ha inoltre doppiato il film d'animazione vincitore di un Oscar Inside Out, e le serie animate come Big Mouth e Bless the Harts. Pell ha recitato in diversi film, tra cui Le sorelle perfette, Other People, Wine Country e nel cast principale della serie televisiva Girls5eva di Peacock TV.

## Biografia
Nata a Joliet, nell'Illinois, Pell il 15 aprile 1963, iscrivendosi alla Seminole Community College di Orlando, Florida. Dopo il diploma Pell si iscrive all'Università del Tennessee a Knoxville seguendo i corsi di recitazione e arte visive. Successivamente ha firmato un contratto con la Walt Disney World Resort.
Pell è stata scrittrice del Saturday Night Live dal 1995 al 2013. A lei si deve la creazione di alcuni personaggi memorabili come Debbie Downer, i Culps, la mascotte di Omeletteville di Justin Timberlake e le Spartan Cheerleaders. Nel corso degli anni presso il talk show ha ricevuto nove candidature ai Primetime Emmy Awards come miglior sceneggiatura per una serie di varietà, musicale o comica, vincendone uno, e vincendo sei Writers Guild of America Award.
Nel 2006 è stata scelta come produttrice esecutiva della nuova serie televisiva Thick and Thin per la NBC, ma la serie viene successivamente cancellata. Tra il 2007 e il 2013 produce e sceneggia ventidue episodi di 30 Rock, interpretando ruoli minori in alcuni episodi. Nello stesso periodo Pell ha lavorato con Judd Apatow sceneggiando Questi sono i 40.
Ha un piccolo cameo nel film commedia del 2013 Anchorman 2 - Fotti la notizia. Ha co-creato la serie web Hudson Valley Ballers con il collega James Anderson, con il quale recita come co-protagonista. Nel 2015 Tina Fey ha prodotto e interpretato la sceneggiatura di Pell, Le sorelle perfette. Nello stesso anno Pell presta voce ad alcuni personaggi del film Pixar Inside Out. Tra il 2016-2018 è stata guest-star nella serie televisiva Love nel ruolo di Erika. Tra il 2017 e il 2020 recita in Big Mouth e nelle prime quattro stagioni di A.P. Bio. Nello stesso periodo produce e scrive tre episodi della serie televisiva Camping e viene scelta nel ruolo di sceneggiatrice per la cerimonia di premiazione televisiva dei Golden Globe Award.
Nel 2019 Pell è stata co-protagonista della commedia originale Netflix Wine Country. Nel 2020 è andata in onda nella commedia-mistero Mapleworth Murders, di cui è stata anche co-sceneggiatrice e produttrice esecutiva. Per la sua interpretazione, Pell ha ricevuto una candidatura ai Primetime Emmy Awards come miglior attrice in una serie comica o drammatica. Tra il 2020 e il 2021, Pell ha doppiato diversi personaggi nella serie animata Bless the Harts. Nel 2021 ha interpretato Gloria McManus nella serie comica di Peacock Girls5eva.

## Vita privata
Paula Pell è stata sposata per diciassette anni con una donna. Successivamente al divorzio, Pell ha iniziato a frequentare la sceneggiatrice Janine Brito, con cui si è sposata nel 2020.

## Filmografia

### Cinema
- Lilly, regia di David Wendelman (2012)
- Anchorman 2 - Fotti la notizia, regia di Adam McKay (2013)
- Birdman, regia di Alejandro González Iñárritu (2014)
- Inside Out, regia di Pete Docter (2015)
- Il primo appuntamento di Riley, regia di Josh Cooley (2015)
- The Parker Tribe, regia di Jane Baker (2015)
- Le sorelle perfette (Sisters), regia di Jason Moore (2015)
- Other People, regia di Chris Kelly (2016)
- Cognati per caso (Brother Nature), regia di Oz Rodriguez (2016)
- Wine Country, regia di Amy Poehler (2019)

### Televisione
- Super Force - serie TV, episodio 1x19 (1991)
- Welcome Freshmen - serie TV, 2 episodi (1992-1993)
- The Colin Quinn Show  serie TV, 3 episodi (2002)
- 30 Rock - serie TV, 6 episodi (2007-2013)
- Funny or Die Presents - serie TV, 3 episodi (2011)
- Parks and Recreation - serie TV, episodio 4x2 (2011)
- The Front Desk - serie TV, episodio 1x1 (2012)
- Hudson Valley Ballers - serie TV, 6 episodi (2013)
- Monkey Love - serie TV, episodio 1x4 (2014)
- Above Average Presents - serie TV, 2 episodi (2015)
- The Mindy Project - serie TV, episodio 4x6 (2015)
- Documentary Now! - serie TV, 3 episodi (2015-2019)
- SMILF - serie TV, episodio 1x5 (2017)
- Unbreakable Kimmy Schmidt - serie TV, episodio 3x10 (2017)
- Big Mouth - serie TV, 27 episodi (2017-2018)
- Love - serie TV, 7 episodi (2017-2018)
- A.P. Bio - serie TV, stagione 1-4 (2018-2021)
- No Activity - serie TV, 2 episodi (2019)
- Mapleworth Murders - serie TV, 12 episodi (2020)
- Bless the Harts - serie TV, 3 episodi (2020-2021)
- Girls5eva - serie TV, 16 episodi (2021–2024)
- Non sono ancora morta (Not Dead Yet) – serie TV, episodio 1x08 (2023)

## Produttrice e sceneggiatrice
- Saturday Night Live - Serie TV, 311 episodi, sceneggiatrice e supervisore (1995-2020)
- Saturday Night Live 25th Anniversary - Speciale televisivo, sceneggiatrice (1999)
- NBC 75th Anniversary Special - Speciale televisivo, sceneggiatrice (2002)
- MTV Video Music Awards 2002 - Premiazione musicale, sceneggiatrice (2002)
- Saturday Night Live Weekend Update Halftime Special - Speciale televisivo, sceneggiatrice (2003)
- Macy's 4th of July Spectacular - Speciale televisivo, sceneggiatrice (2004)
- Saturday Night Live: The Best of Cheri Oteri - Documentario televisivo, sceneggiatrice (2004)
- Thick and Thin - Serie TV, 3 episodi, produttrice esecutiva (2006)
- Saturday Night Live in the '90s: Pop Culture Nation - Speciale televisivo, sceneggiatrice (2007)
- Saturday Night Live Weekend Update Thursday - Talk show, 3 episodi, sceneggiatrice (2008)
- 30 Rock - Serie TV, 22 episodi, produttrice e sceneggiatrice (2009-2010)
- The Women of SNL, Speciale televisivo, sceneggiatrice (2010)
- Premio Oscar (Academy Award) - Premiazione cinematografica, sceneggiatrice (2011, 2014-2015)
- Questi sono i 40 - Film, produttrice esecutiva (2012)
- Hudson Valley Ballers - Serie TV, 14 episodes, sceneggiatrice (2013-2015)
- The Re-Gift - Cortometraggio, sceneggiatrice (2014)
- Saturday Night Live 40th Anniversary Special -  Speciale televisivo, sceneggiatrice (2015)
- Le sorelle perfette (Sisters) - Film, sceneggiatrice (2015)
- Golden Globe Award - Premiazione cinematografica e televisiva, sceneggiatrice (2017-2018)
- Camping - Serie TV, 3 episodi, produttrice esecutiva e sceneggiatrice (2018)
- A.P. Bio - Serie TV, episodio:"Handcuffed", sceneggiatrice (2019)
- Sarah Cooper: Everything's Fine - Speciale televisivo, sceneggiatrice (2020)
- Mapleworth Murders - Serie TV, 12 episodi, produttrice esecutiva e sceneggiatrice (2020)

## Doppiatrici italiane
Nelle versioni in italiano delle opere in cui ha recitato, Paula Pell è stata doppiata da:
- Francesca Guadagno in The Catch, Wine Country
- Patriza Pezza in Other People
- Stefania Patruno in Girls5eva
- Franca D'Amato in Non sono ancora morta
- Roberta Greganti in Dying for Sex

Da doppiatrice è sostituita da:
- Alessandra Cassioli in Rabbia di Jill (rabbia di Jill), Il primo appuntamento di Riley
- Chiara Salerno in Inside Out
- Patrizia Salerno in Big Mouth
- Daniela Abbruzzese in Monsters & Co. La serie - Lavori in corso!
- Emanuela Baroni in Dream Productions